# Jean Mathieu
Pour les articles homonymes, voir Mathieu.
Vous pouvez aider à l'améliorer ou bien discuter des problèmes sur sa page de discussion.
- Il ne cite pas suffisamment ses sources. Vous pouvez indiquer les passages à sourcer avec {{référence nécessaire}} ou {{Référence souhaitée}}, et inclure les références utiles en les liant aux notes de bas de page. (Marqué depuis août 2017)
- Sa forme n’est pas encyclopédique et ressemble trop à un curriculum vitæ. Modifiez le texte pour aider à le transformer en article neutre. (Marqué depuis août 2017)

- Archive Wikiwix
- Bing
- Cairn
- DuckDuckGo
- E. Universalis
- Gallica
- Google
- G. Books
- G. News
- G. Scholar
- Persée
- Qwant
- (zh) Baidu
- (ru) Yandex
- (wd) trouver des œuvres sur Wikidata

Jean Mathieu est un annonceur, comédien et animateur canadien né le 9 juin 1924 à Montréal au Québec et mort le 23 août 2017.

## Biographie
- L'école des Beaux-arts de 1941 à 1946.
- Débuts à la radio de CJBR à Rimouski en 1948 et 1949.
- 1950-1951 : CHLP (en) Montréal
- 1952-1954 : CKVL Verdun
- 1954-1955 : CJMS Montréal
- 1955-1989 : CBF Radio-Canada Montréal
- 1953-1955 : participation à l'émission Carte Blanche, une émission hebdomadaire d'humour et d'actualité.

Il imitait les voix de plusieurs personnalités de la radio et de la politique, dont René Lévesque.
Entre 1955 et 1969, Marc Burg co-présentait l'émission humoristique basée sur l'actualité, "Chez-Miville", en collaboration avec Miville Couture et Jean Morin.
Dans les années 1968 et 1969, il a été à la tête de l'émission "À la bonne heure", conjointement avec Jean Duceppe.
Plus tard, de 1973 à 1975, Marc a contribué à "Feu vert", une émission radiophonique diffusée sur Radio-Canada, où Jacqueline Barette et Pierre Thériault étaient également membres de l'équipe.

## Filmographie

### Cinéma
- 1975 : Les Vautours : oncle John McKenzie
- 1977 : Le soleil se lève en retard : Joseph Lapointe
- 1989 : Les Tisserands du pouvoir et Les Tisserands du pouvoir 2 : La Révolte : Mgr Bourgoin
- 1984 : Les Années de rêves : oncle John McKenzie
- 1984 : Sonatine
- 1989 : Les Matins infidèles de Jean Beaudry et François Bouvier : voix du propriétaire furieux et du chef cuisinier 2

### Télévision
- 1953 : Corridor sans issue : Disparu (téléthéâtre)
- 1958-1959 : Je vous ai tant aimé (série télévisée) : Ludger
- 1974 : La Petite Patrie (série télévisée) : Floti
- 1975-1977, 1979-1980: Bye Bye
- 1976 : Rose et Henri (téléthéâtre)
- 1977 : Plus ça change, moins c'est pareil (téléthéâtre)
- 1977-1978 : Le Pont (série télévisée) : père de Lise
- 1978 : La Télévision du bonheur (téléthéâtre)
- 1978 : Duplessis (mini-série) : Eugène Fiset
- 1979 : Chez Denise (série télévisée)
- 1979 : Frédéric (série télévisée) : le passager du car
- 1980-1986 : Le Temps d'une paix (série télévisée) : l'Abbé Anselme Savard
- 1984-1988 : À plein temps (série télévisée) : Adrien Pomainville
- 1985-1987 : L'agent fait le bonheur (série télévisée) : ventriloque
- 1988-1989 : Lance et compte (série télévisée) : Patrick O'Connell (saisons 2 et 3)
- 1992-1997 : Sous un ciel variable (série télévisée) : Adélard Guillemette
- 1993 : Les grands procès (série télévisée) : Mr Ward
- 1994-1995 : Triplex (série télévisée) : Joseph